# Taxandria, Geschied- en Oudheidkundige Kring van de Antwerpse Kempen
Taxandria, de Koninklijke Geschied- en Oudheidkundige Kring van de Antwerpse Kempen, is een geschiedkundige kring met als doel de kennis en de belangstelling voor het (im)materiële erfgoed van de Antwerpse Kempen te stimuleren en ondersteunen. Daarbij streeft de kring ernaar de wetenschappelijke resultaten begrijpelijk te maken voor het grote publiek  via onder andere lezingen, uitstappen, cursussen en een jaarboek.

## Beknopte geschiedenis
De Geschied- en Oudheidkundige Kring Taxandria werd in 1903 opgericht, en is de oudste geschiedkundige kring uit de Kempen. In 1930 mocht de kring zich voortaan “koninklijk” noemen, terwijl in 1931 de kring werd omgevormd tot een vereniging zonder winstoogmerk (vzw). Het begrip Taxandria wordt voor het eerst gebruikt door de Romeinse schrijver Plinius de Oude (1ste eeuw na Ch.) en verwijst naar de oud-Germaanse benaming voor deze regio.

## Doelstellingen
Taxandria stelt zich tot doel de kennis en de belangstelling voor het materiële en het immateriële erfgoed van de Antwerpse Kempen -in de breedste zin van het woord-  te stimuleren en te ondersteunen. Daarbij streeft de vereniging ernaar de zuiver wetenschappelijke resultaten te vertalen naar het grote publiek. Het historisch gebeuren moet begrijpelijk en toegankelijk zijn voor iedereen. Heem- en volkskunde behoren eveneens tot het onderzoeksterrein.
Om deze doelstellingen te realiseren, organiseert de kring verschillende activiteiten.

## Activiteiten
- Jaarlijks worden er vier lezingen ingericht. Eminente sprekers en specialisten brengen dan een voordracht over historische, heem- of volkskundige onderwerpen.
- Ieder jaar worden voor de leden uitstappen georganiseerd naar locaties met een gerelateerd verleden.
- Een driemaandelijkse publicatie is het ledenblad “Taxandria Nieuws” waarin aankondigingen, verslagen, en korte nieuwsberichten terug te vinden zijn. Het jaarboek is een bloemlezing van artikels rond de historie van de Antwerpse Kempen.
- Daarnaast ondersteunt de Kring publicaties die voor de Kempen een historische waarde bevatten.
- Geregeld worden geschiedkundig gerelateerde cursussen ingericht.
- Tentoonstellingen worden zowel vanuit de eigen vereniging als in samenwerkingsverband ingericht. Hierbij wordt gestreefd naar een wetenschappelijke verantwoording en toch een bevattelijke weergave.

Het Taxandriamuseum is nog steeds het zielenkind van de Kring. Dankzij de belangeloze inzet van een kleine groep werd een volkskundig en kunsthistorisch patrimonium bijeengebracht. In zijn huidige locatie “Huis metten Thoren” aan de Begijnenstraat wordt deze verzameling voor de bevolking toegankelijk gesteld. Binnen TRAM41 (Turnhoutse Route Archief en Musea) levert het Taxandriamuseum dan ook een bijdrage.